# بلانسكو
بلانسكو (بالتشيكية: Blansko)‏ هي بلدة في إقليم جنوب مورافيا في جمهورية التشيك، وهي مركز مقاطعة بلانسكو.
يبلغ عدد سكان هذه البلدة 20,800 حسب إحصاء في سنة 2015.

## توأمة
لبلانسكو اتفاقيات توأمة مع كل من:
- لغنيتسا
- Mürzzuschlag [الإنجليزية]‏
- سكانديانو
- بوريسوغليبسك

## اقرأ أيضاً
- مقاطعة بلانسكو